# Ваджрадгара

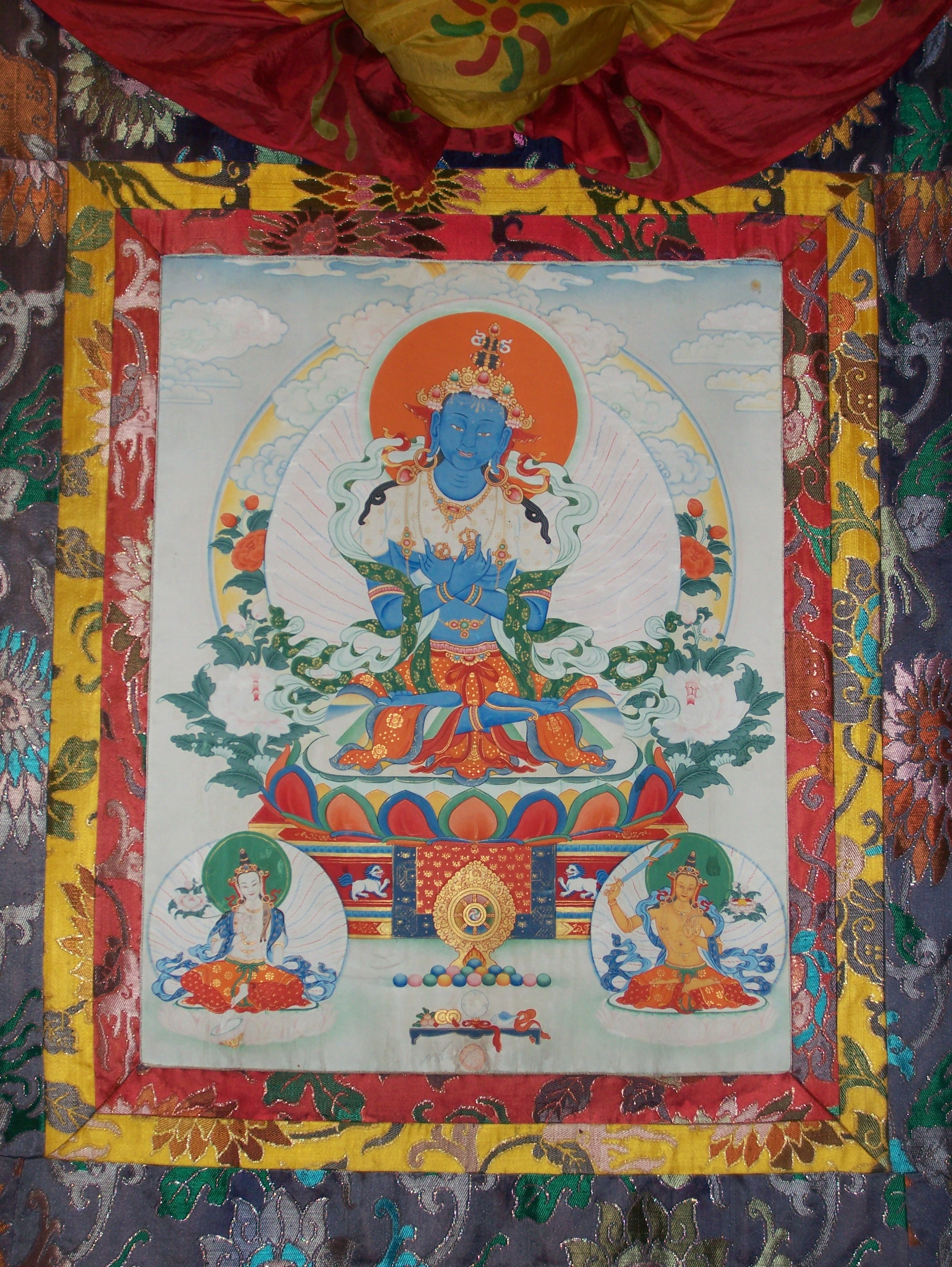
Ваджрадгара

Ваджрадга́ра (санскр. वज्रधार, Vajradhāra IAST; тиб.: རྡོ་རྗེ་འཆང། [rdo rje 'chang] (Dorje Chang — Дордже Чанг); яп.: 執金剛; кит.: 金剛總持; букв. «Утримувач Ваджри», «Утримувач Алмаза») — у Ваджраяні споконвічний Будда, уособлення Дхармакаї. У Тибетському буддизмі ототожнюється з Аді-Буддою.
Сімейство Херуки, або Ваджрадхари

## Іконографія
Ваджрадгара зображується у темно-синьому барві у позі медитації, як на одинці, так і в єднанні Яб-Юм. Він сидить на місячному і сонячному дисках, розташованих на лотосі, що розкрився. Руки схрещені (в ділянці передпліч) на грудях: у правій руці — золота ваджра, у лівій — золота ваджра (у Ваджрасаттви в лівій руці срібний дзвоник, що є символом жіночої духовності та праджні).
Ваджрадгара символізує недвоїстість, блискавичний стан просвітлення («ваджра» перекладається з санскриту як «блискавка», «діамант»).
Ваджрадгара як Аді-Будда силою своєї мудрости і споглядання еманує дг'яні-будд:

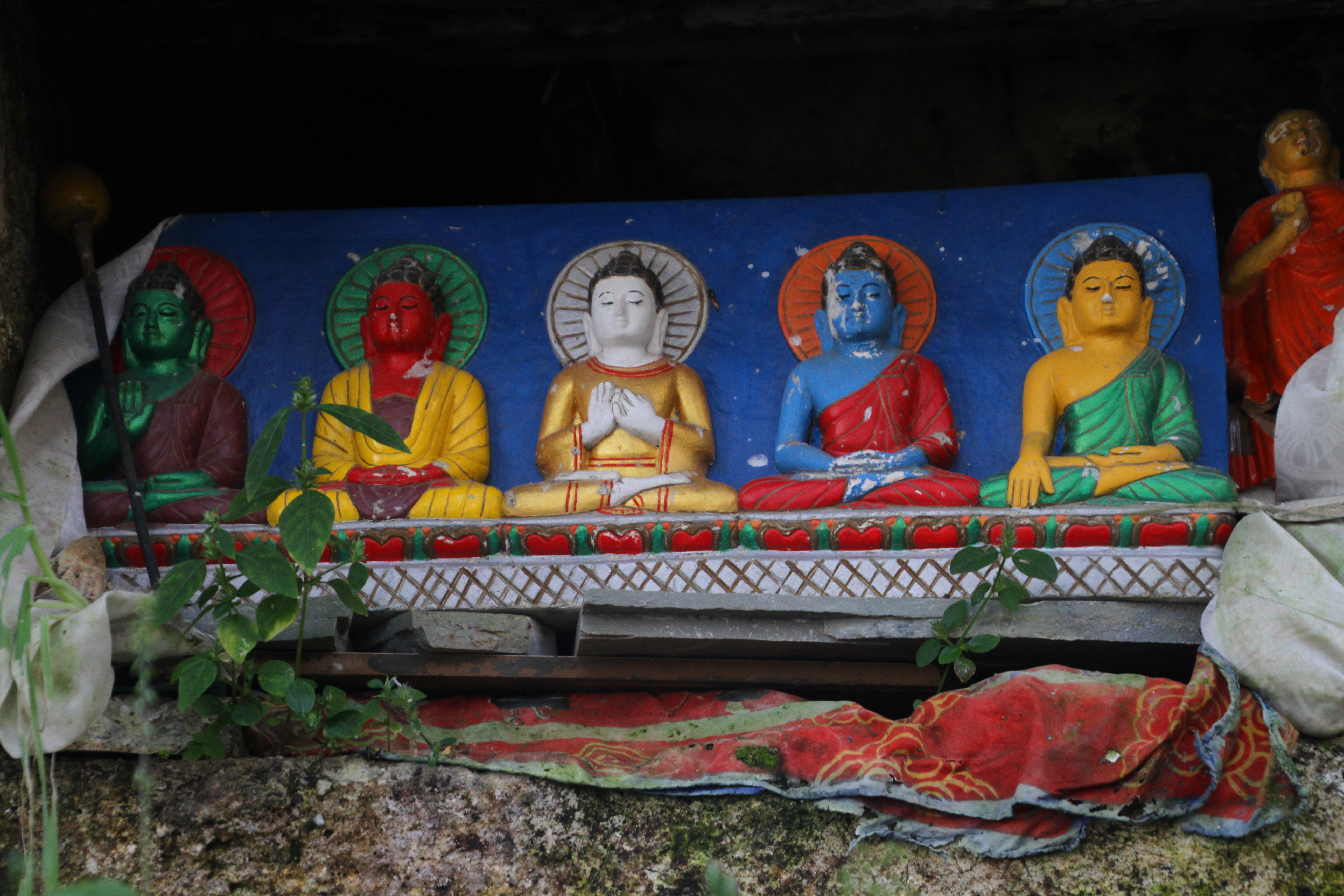
Будди — Амоґгасіддги, Амітабга, Вайрочана, Акшобг'я, Ратнасамбхава

| Будда Акшобг'я(Акшобх'я)           | ☸ Схід    |  |
| Будда Ратнасамбгава(Ратнасамбхава) | ☸ Південь |  |
| Будда Амітабга                     | ☸ Захід   |  |
| Будда Амоґгасіддгі(Амогхасіддхи)   | ☸ Північ  |  |
| Будда Вайрочана                    | ☸         |  |

## Передача вчення
Вважається, що Ваджрадгара передає вчення видатним йоґам, Махасіддгам. Наприклад, засновник лінії Каґ'ю тибетського буддизму Тілопа отримав від Ваджрадгари методи «великого символу». Відтак, Ваджрадгара вважається Верховним Божественним Гуру школи Каг'юпа.

## Галерея

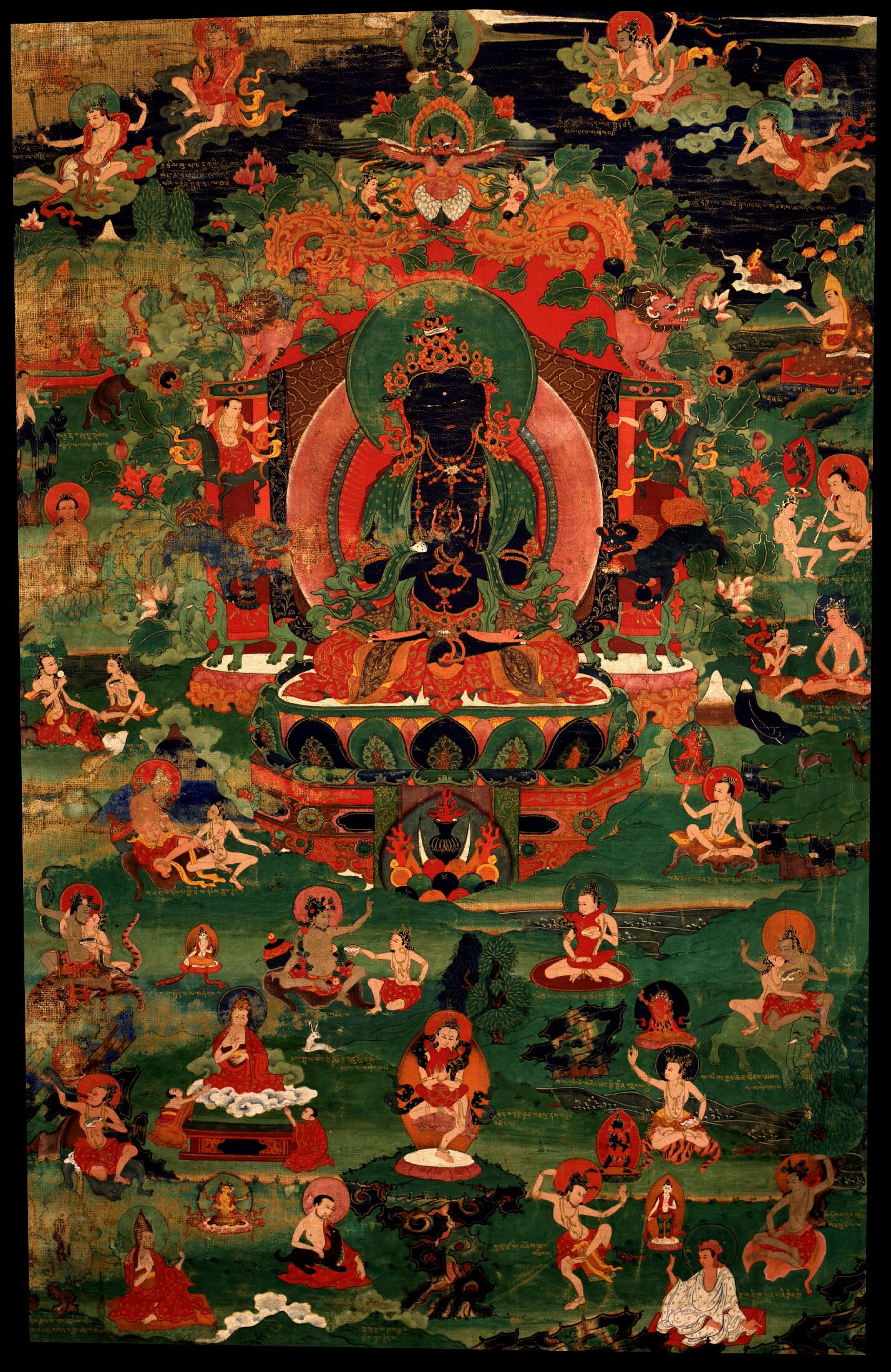
Будда Ваджрадгара з 25 з 84 Магасиддхів
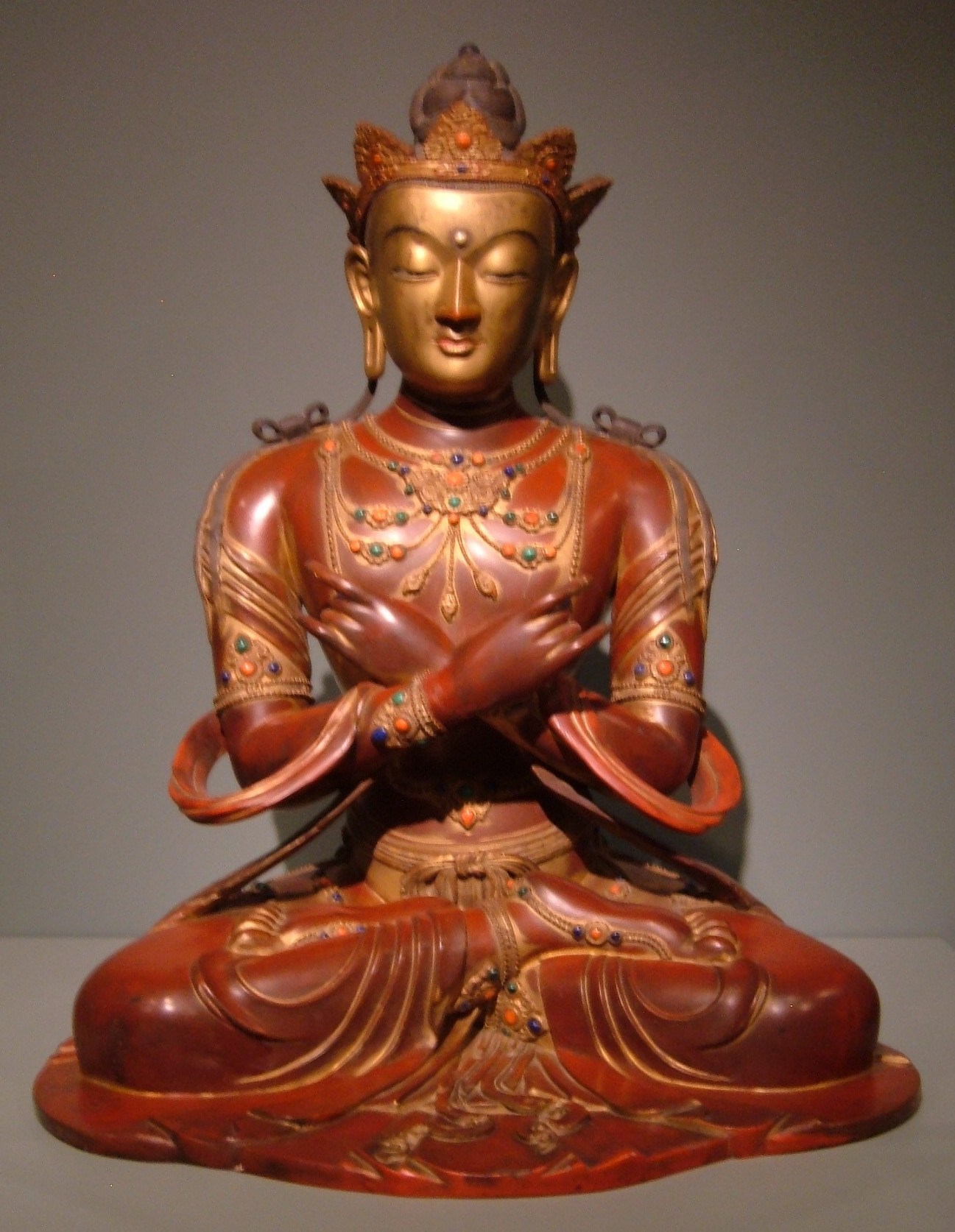
Китайська статуетка Ваджрадгари
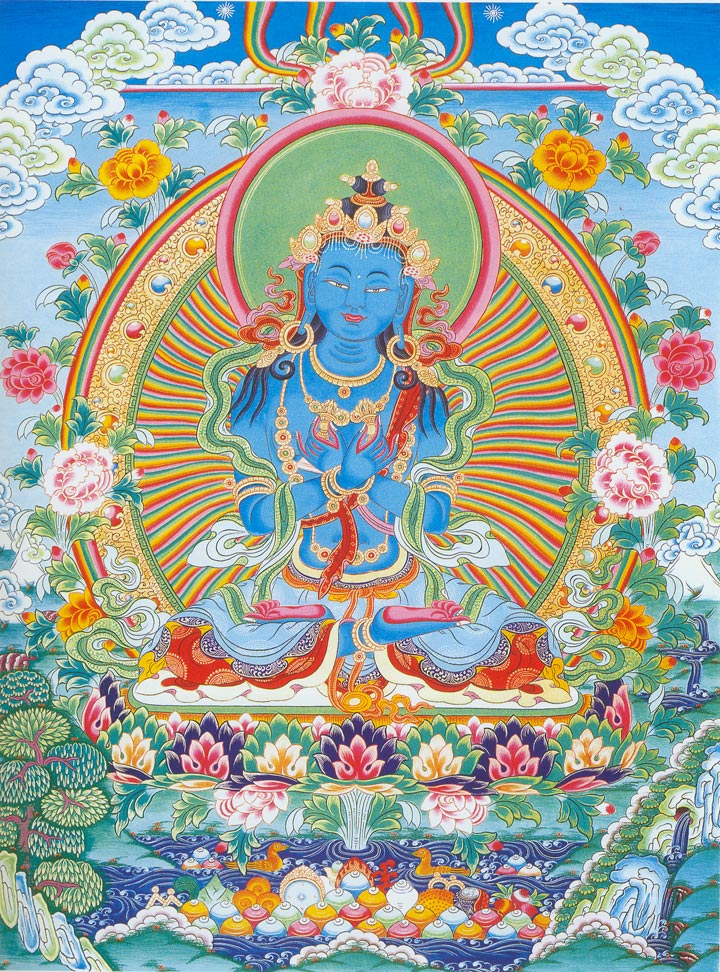
Ваджрадгара, малюнок
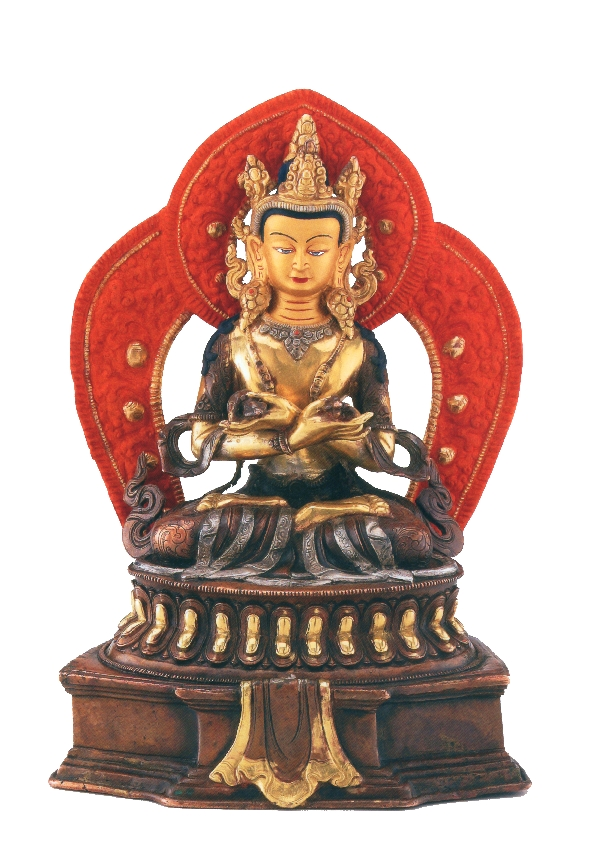
Ваджрадгара, статуетка
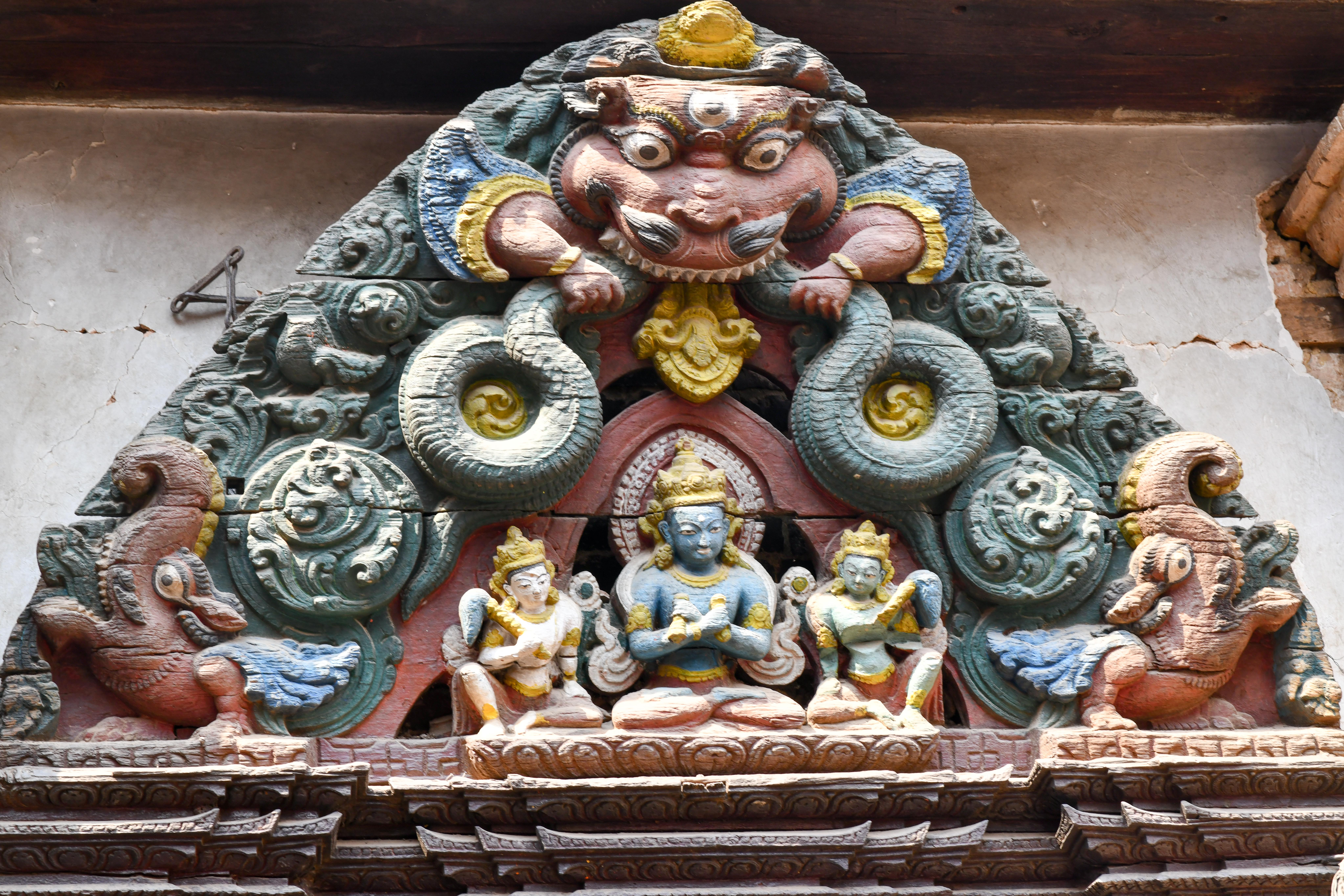
Торана з Ваджрадгарою